# Valle del Hudson
El valle del Hudson (también conocido como el valle del río Hudson) comprende el valle del río Hudson y sus comunidades adyacentes en el estado estadounidense de Nueva York. La región se extiende desde el Distrito Capital incluyendo Albany y Troy hacia el sur hasta Yonkers en el condado de Westchester, en la frontera con la ciudad de Nueva York.

## Historia

### Era precolombina
El valle del Hudson estuvo habitado por pueblos indígenas mucho antes de que llegaran los europeos. Las tribus lenape, wappinger y mohicanos de los pueblos algonquinos vivían a lo largo del río,principalmente en paz con los otros grupos. La parte baja del río Hudson estaba habitada por los lenape, quienes recibieron al explorador Giovanni da Verrazzano en tierra firme, comerciaron con Henry Hudson y vendieron la isla de Manhattan. Más al norte, los wappingers vivían desde la isla de Manhattan hasta Poughkeepsie. Vivían un estilo de vida similar al de los lenape, residiendo en varios pueblos a lo largo del río. Comerciaron tanto con los lenape al sur como con los mohicanos al norte. Los mohicanos vivían en el valle del norte desde la actual Kingston hasta el lago Champlain, con su capital ubicada cerca de la actual Albany. Los algonquinos de la región vivían principalmente en pequeños clanes y aldeas en toda el área. Una fortaleza importante se llamaba Navish, que estaba ubicada en Croton Point, con vista al río Hudson. Otras fortalezas estaban ubicadas en varios lugares a lo largo de las tierras altas del Hudson.

### Exploración del río Hudson

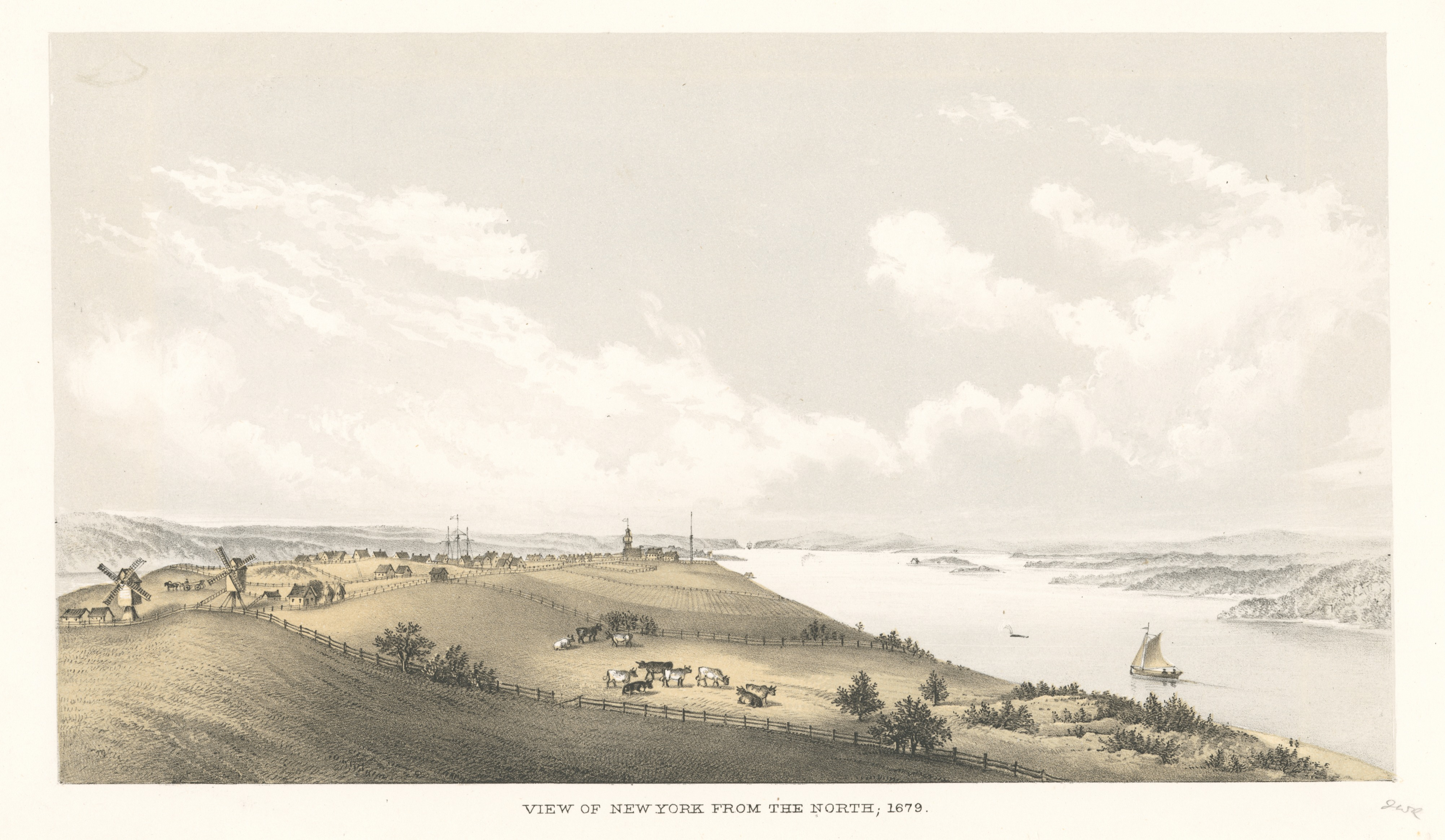
Vista de Nueva York desde el norte, 1679

En 1497, Juan Caboto viajó a lo largo de la costa y reclamó todo el país para Inglaterra; se le atribuye el descubrimiento de América del Norte continental por parte del Viejo Mundo. Entre entonces y alrededor de 1609, la exploración se llevó a cabo alrededor de la bahía de Nueva York, pero no en el valle de Hudson. En 1609, la Compañía Holandesa de las Indias Orientales financió al navegante inglés Henry Hudson en su intento de buscar el Paso del Noroeste. Durante este intento, Henry Hudson decidió navegar en su barco por el río que más tarde llevaría su nombre. Mientras continuaba río arriba, su ancho se expandió hacia Haverstraw Bay, lo que lo llevó a creer que había llegado con éxito al Paso del Noroeste. También avanzó río arriba hasta la actual Troya antes de concluir que tal estrecho no existía allí.

### Colonización
Después de que Henry Hudson se dio cuenta de que el río Hudson no era el Paso del Noroeste, los neerlandeses comenzaron a examinar la región en busca de posibles oportunidades comerciales. El explorador y comerciante neerlandés Adriaen Block dirigió viajes allí entre 1611 y 1614, lo que llevó a los holandeses a determinar que el comercio de pieles sería rentable en la región. Como tal, los neerlandeses establecieron la colonia de Nuevos Países Bajos. Los holandeses establecieron tres importantes puestos de comercio de pieles en la colonia, a lo largo del río, de sur a norte: Nueva Ámsterdam, Wiltwyck y Fort Oranje. Más tarde, Nueva Ámsterdam se conoció como la ciudad de Nueva York, Wiltwyck se convirtió en Kingston y Fort Oranje se convirtió en Albany. En 1664, los británicos invadieron Nuevos Países Bajos a través del puerto de Nueva Ámsterdam. Nueva Amsterdam y Nuevos Países Bajos en su conjunto se rindieron a los británicos y fueron rebautizados como Nueva York.
Bajo el dominio colonial británico, el valle del Hudson se convirtió en un centro agrícola y se desarrollaron mansiones en el lado este del río. En estas mansiones, los propietarios alquilaban tierras a sus arrendatarios, permitiéndoles tomar una parte de los cultivos cultivados mientras conservaban y vendían el resto de los cultivos. Los inquilinos a menudo se mantenían en un nivel de subsistencia para que el propietario pudiera minimizar sus costos. Los terratenientes tenían un inmenso poder político en la colonia debido a que manejaban una proporción tan grande de la producción agrícola. Mientras tanto, la tierra al oeste del río Hudson contenía propiedades más pequeñas con muchos pequeños agricultores que vivían de la tierra. Una gran cosecha que se producía en la región era el grano, que en gran parte se enviaba río abajo hasta la ciudad de Nueva York, el principal puerto marítimo de la colonia, para exportarlo a Gran Bretaña. Para exportar el grano, los comerciantes coloniales recibieron monopolios para moler el grano en harina y exportarlo. La producción de cereales también se encontraba en altos niveles en el valle del río Mohawk.

### Guerra revolucionaria

Mapa de la retirada de Washington a través de Nueva York y Nueva Jersey

El río Hudson fue un río clave durante la guerra de Independencia de los Estados Unidos. La conexión del Hudson con el río Mohawk permitía a los viajeros llegar a los Grandes Lagos y al río Misisipi. Además, la proximidad del río al lago George y al Champlain permitiría a la armada británica controlar la ruta fluvial desde Montreal hasta la ciudad de Nueva York. Al hacerlo, los británicos, según la estrategia trazada por el general John Burgoyne, podrían aislar el centro patriota de Nueva Inglaterra (que se encuentra en el lado este del río Hudson) y concentrarse en reunir el apoyo de los leales en las regiones del Sur y del Atlántico Medio. Los británicos sabían que la ocupación total de las colonias sería inviable, por lo que optaron por esta estrategia. Como resultado de tal plan, se libraron numerosas batallas a lo largo del río, incluidas varias en el valle del Hudson.

### Revolución industrial

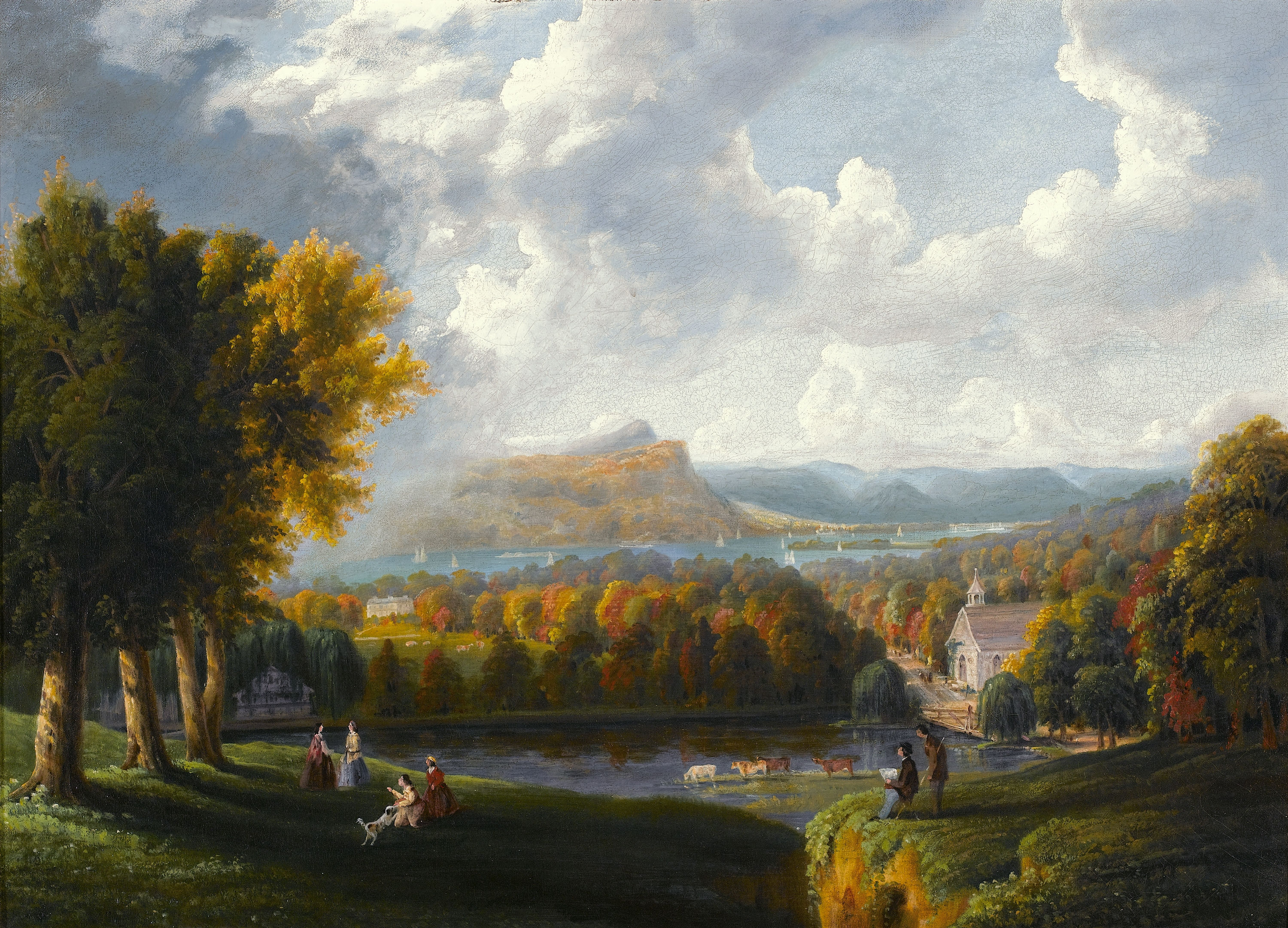
Vista del río Hudson desde Tarrytown, de Robert Havell, Jr. (c. 1866)

A principios del siglo XIX, popularizado por las historias de Washington Irving, el valle del Hudson se ganó la reputación de ser una región algo gótica caracterizada por restos de los primeros días de la colonización holandesa de Nueva York (véase "La leyenda de Sleepy Hollow"). El área también está asociada con la Escuela del río Hudson, un grupo de pintores románticos estadounidenses que trabajaron desde aproximadamente 1830 hasta 1870.
Tras la construcción del canal de Erie, la zona se convirtió en un importante centro industrial. El canal abrió el valle de Hudson y la ciudad de Nueva York al comercio con las regiones del Medio Oeste y los Grandes Lagos. Sin embargo, a mediados del siglo XX, muchas de las ciudades industriales entraron en declive.
El primer ferrocarril de Nueva York, Mohawk and Hudson Railroad, se inauguró en 1831 entre Albany y Schenectady en el río Mohawk, lo que permitió a los pasajeros evitar la parte más lenta del canal de Erie. El valle de Hudson resultó atractivo para los ferrocarriles, una vez que la tecnología progresó hasta el punto en que fue factible construir los puentes necesarios sobre los afluentes. El Ferrocarril de Troy y Greenbush se fletó en 1845 y se inauguró ese mismo año, recorriendo una distancia corta en el lado este entre Troy y Greenbush, ahora conocido como East Greenbush (al este de Albany). El ferrocarril del río Hudson se fletó al año siguiente como una continuación de Troy y Greenbush hacia el sur hasta la ciudad de Nueva York, y se completó en 1851. En 1866, se abrió el puente del río Hudson sobre el río entre Greenbush y Albany, lo que permitió el tráfico entre el ferrocarril del río Hudson y el ferrocarril central de Nueva York al oeste de Buffalo. Cuando se inauguró el puente Poughkeepsie en 1889, se convirtió en el puente de un solo tramo más largo del mundo.
Durante la Revolución Industrial, el valle del río Hudson se convirtió en un lugar importante para la producción. El río permitió el transporte rápido y fácil de mercancías desde el interior del noreste hasta la costa. Se construyeron cientos de fábricas alrededor del Hudson, en ciudades como Poughkeepsie, Newburgh, Kingston y Hudson. North Tarrytown Assembly (más tarde propiedad de General Motors), en el río en Sleepy Hollow, fue un ejemplo grande y notable. El río se conecta con el canal de Erie y los Grandes Lagos, lo que permitió a los fabricantes del Medio Oeste, incluidas las fábricas de automóviles en Detroit, utilizar el río para el transporte.: 71–2 Con la industrialización llegaron nuevas tecnologías, como los barcos fluviales, para un transporte más rápido. En 1807, el North River Steamboat (más tarde conocido como Clermont), se convirtió en el primer barco de vapor comercialmente exitoso. Llevaba pasajeros entre la ciudad de Nueva York y Albany a lo largo del río Hudson. A fines del siglo XIX, la región del río Hudson se convertiría en la región de fabricación de ladrillos más grande del mundo, con 130 ladrilleras a lo largo de las orillas del río Hudson desde Mechanicville hasta Haverstraw y empleando a 8000 personas. En su apogeo, se producían alrededor de mil millones de ladrillos al año, muchos de los cuales se enviaban a la ciudad de Nueva York para su uso en la industria de la construcción.

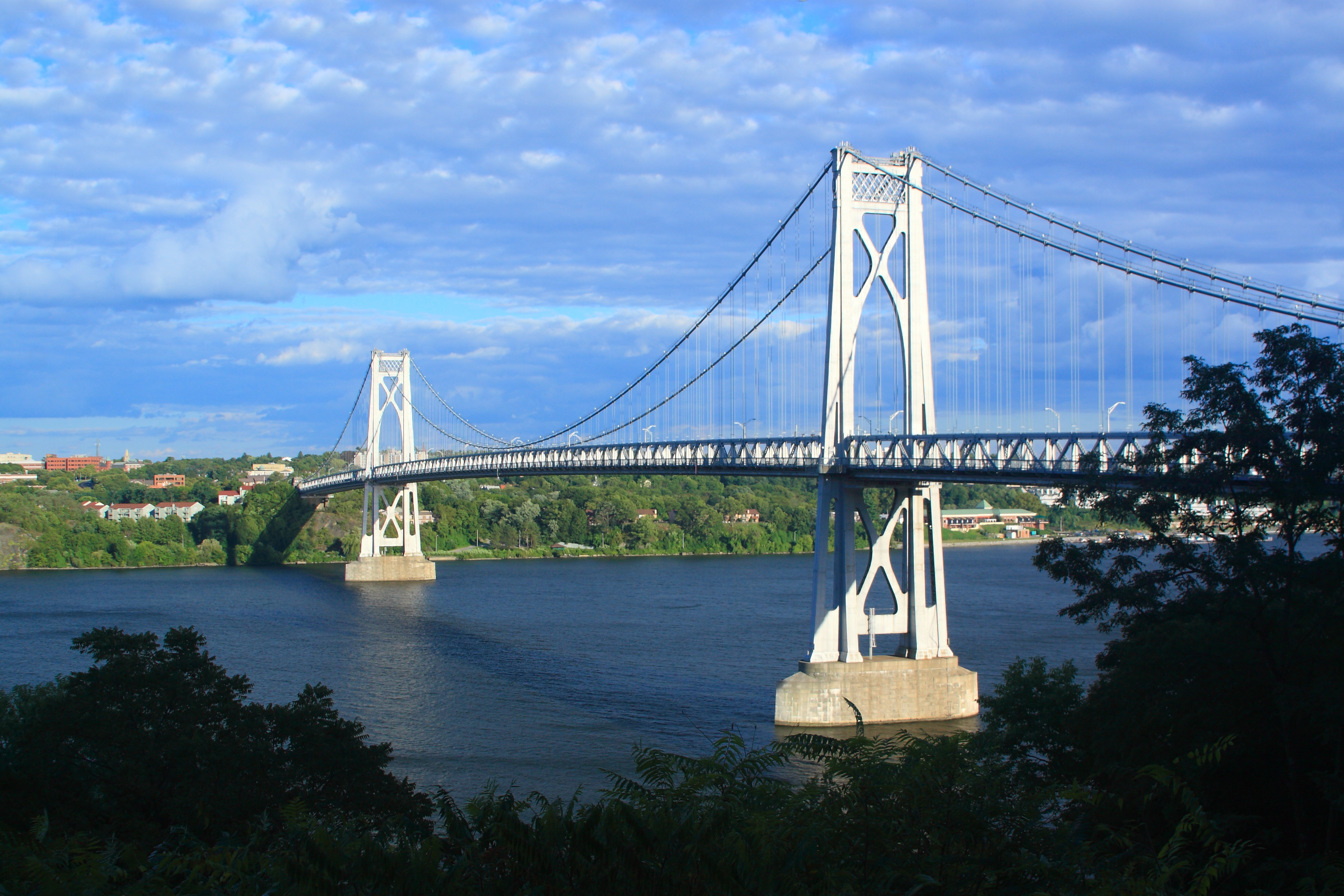
El puente Mid-Hudson, que conecta Poughkeepsie y Highland

El turismo se convirtió en una industria importante ya en 1810. Con convenientes conexiones de barcos de vapor en la ciudad de Nueva York y numerosos hoteles atractivos en ambientes románticos, el turismo se convirtió en una industria importante. Las primeras guías ofrecían sugerencias para los itinerarios de viaje. La región atraía especialmente a las personas de clase media que leían las novelas de James Fenimore Cooper o veían las pinturas de la Escuela del río Hudson.

## Geología y fisiografía

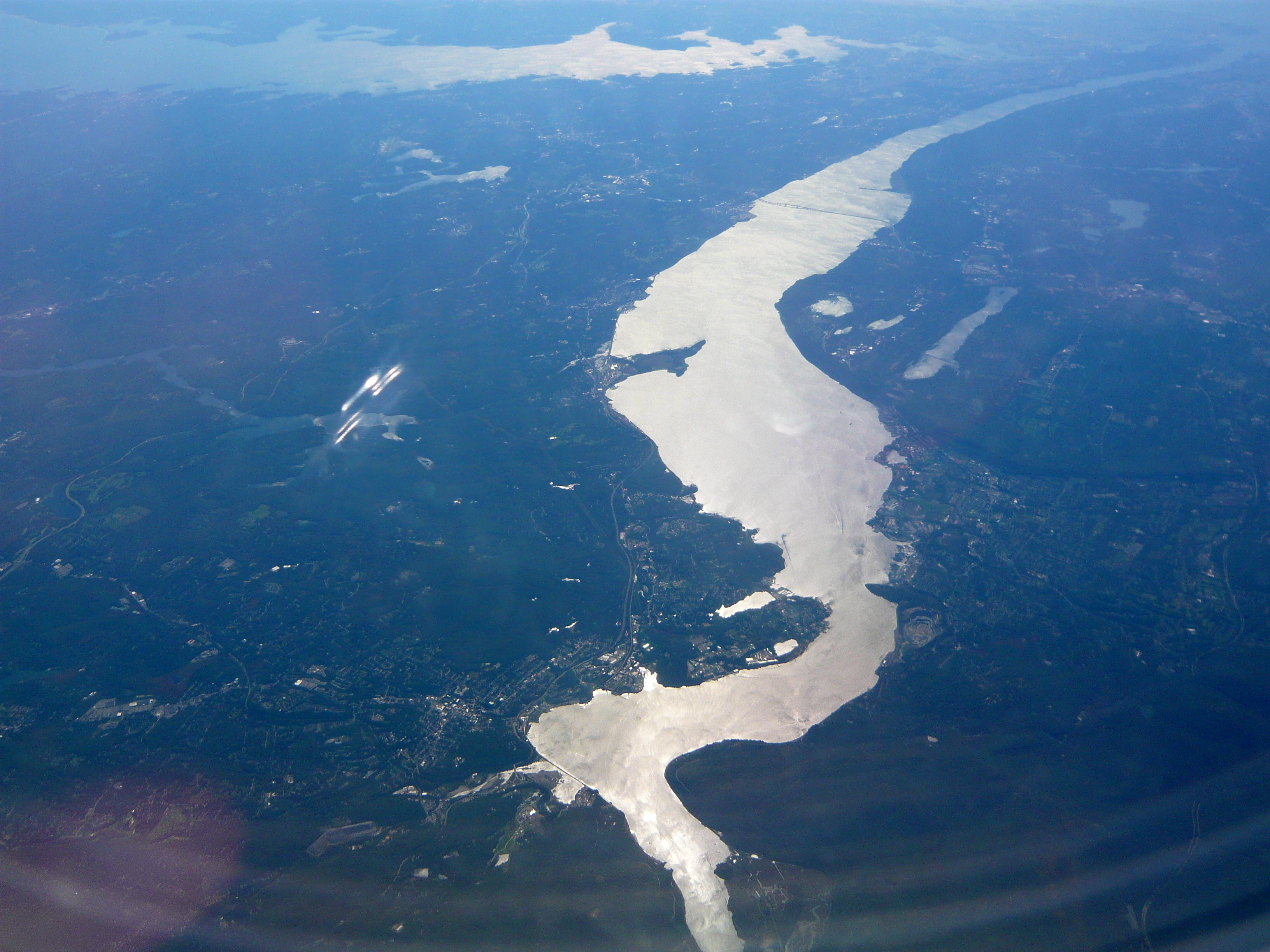
Vista aérea del río Hudson entre los condados de Westchester (izq.) y Rockland (der.). Al fondo puede verse el estrecho de Long Island.

El valle del río Hudson corre principalmente de norte a sur por el borde este del estado de Nueva York, atravesando una serie de tipos de rocas que incluyen areniscas y lechos rojos del Triásico en el sur y gneis precámbricos mucho más antiguos en el norte (y el este). En las tierras altas de Hudson, el río entra en un corte de fiordo durante las edades de hielo anteriores. Al oeste se encuentran las extensas tierras altas de los Apalaches. En la región de Tappan Zee, el lado oeste del río tiene altos acantilados producidos por una diabasa resistente a la erosión; los acantilados varían de 400 a 800 pies (121,9 a 243,8 m) de altura.
El valle del Hudson es una sección fisiográfica de la provincia más grande de Valley and Ridge, que a su vez es parte de la división fisiográfica más grande de los Apalaches. Las porciones meridionales del valle de Hudson caen dentro de la Ecorregión de los Grandes Lagos del Este y las Tierras Bajas del Hudson.
Durante la última edad de hielo, el valle fue llenado por un gran glaciar que empujó hacia el sur hasta Long Island. Cerca del final de la última edad de hielo, los Grandes Lagos drenaron hacia el sur por el río Hudson, desde un gran lago glacial llamado lago Iroquois. El lago Ontario es el remanente de ese lago. Quedan grandes depósitos de arena desde donde el lago Iroquois desembocaba en el Hudson; estos son ahora parte de las llanuras de arena de Rome.
Debido a su parecido, el río Hudson a menudo se ha descrito como el "Rin de los Estados Unidos". En 1939, la revista Life describió el río como tal, comparándolo con las 40 millas (64,4 km) tramo del Rin en Europa Central y Occidental.

## Regiones

Regiones superior (amarillo claro),
media (verde) e inferior (azul) del valle del Hudson

El valle de Hudson se divide en tres regiones: superior (Upper Hudson), media (Mid-Hudson) e inferior (Low Hudson). La siguiente es una lista de los condados dentro del Valle de Hudson ordenados por región. Por lo general, Low Hudson se considera parte de la región del sur del estado de Nueva York debido a su proximidad geográfica y cultural a la ciudad de Nueva York.
 
Lower Hudson
- Putnam
- Rockland
- Westchester

Mid-Hudson
- Dutchess
- Orange
- Ulster

Upper Hudson/Distrito Capital
- Albany
- Columbia
- Greene
- Rensselaer